# Đế quốc Inca
Đế quốc Inca hay Đế quốc Inka (tiếng Quechua: Tawantinsuyu, nghĩa là "tứ địa phương" ), là đế quốc lớn nhất ở Châu Mỹ thời kì tiền Columbus. Trung tâm hành chính, chính trị và quân sự của đế quốc là Cuzco. Nền văn minh Inca khởi nguồn từ vùng cao nguyên Peru vào khoảng đầu thế kỷ XIII. Thành trì cuối cùng của đế quốc rơi vào tay Tây Ban Nha năm 1572.
Từ năm 1438 đến 1533, người Inca kiểm soát phần lớn phía tây Nam Mỹ, tập trung ở dãy núi Andes, thông qua các cuộc chinh phạt và đồng hóa hòa bình. Thời kì hoàng kim, đế quốc này thống nhất toàn bộ Peru, tây nam Ecuador, tây và nam trung bộ Bolivia, tây bắc Argentina, hầu hết Chile ngày nay và tây nam Colombia sánh ngang với các đế quốc Á-Âu khác.
Quốc ngữ là tiếng Quechua. Nhiều tập tục thờ cúng địa phương tồn tại trong đế quốc, hầu hết thờ các huaca. Quốc giáo tôn thờ thần mặt trời Inti và nó quan trọng hơn các tôn giáo khác như Pachamama. Người Inca coi vua của họ, Sapa Inca, là "con trai của mặt trời".
Đế quốc Inca không sở hữu những yếu tố công nghệ văn minh của Cựu thế giới. Nhà nhân chủng học Gordon McEwan có bình rằng:
Người Inca chưa sáng chế ra bánh xe. Họ không có thú để cưỡi hoặc súc vật để kéo xe hàng... [Họ] thiếu hiểu biết về sắt và thép... Hơn nữa, họ còn thiếu cả chữ viết... Mặc cho những thiếu sót căn bản ấy, người Inca đã có thể kiến thiết một đế quốc vĩ đại bậc nhất trong lịch sử nhân loại.— Gordon McEwan, The Incas: New Perspectives

 Những thành tựu của Đế quốc Inca bao gồm những kiến trúc phi thường, đặc biệt là thuật điêu khắc đá, mạng lưới đường bộ khổng lồ dẫn đến mọi góc của đế quốc.
Nghề dệt vải mịn, sử dụng nút dây (quipu) để lưu giữ số liệu và liên lạc phương xa, những sáng kiến nông nghiệp thích nghi với môi trường khắc nghiệt, và hệ thông điều hành áp đặt lên người dân và giai cấp lao động.
Các học giả mô tả nền kinh tế Inca khá mâu thuẫn:
... phong kiến, nô dịch, chủ nghĩa xã hội (tùy theo cách nhìn của từng người nó sẽ là thiên đường chủ nghĩa xã hội hoặc độc tài chủ nghĩa xã hội)— Darrell E. La Lone, The Inca as a Nonmarket Economy: Supply on Command versus Supply and Demand

Nền kinh tế của họ không có tiền và không có thị trường. Họ trao đổi hàng hóa và dịch vụ theo quan hệ đối ứng giữa các cá nhân, một cộng đồng, một nhóm người hoặc các nhà lãnh đạo Inca. "Sưu thuế" đối với dân là phải đóng góp lao động cho Đế quốc. Những nhà cai trị Inca (sở hữu toàn bộ tư liệu sản xuất) trả ơn bằng cách ban đất canh tác, hàng hóa và thức ăn đồ uống trong những dịp lễ hội cho nhân dân.

## Từ nguyên
Nội danh của Đế quốc Inca là Tawantinsuyu, nghĩa là "tứ suyu". Trong tiếng Quechua, tawa là bốn và -ntin là hậu tố để chỉ một nhóm, do đó tawantin nghĩa là bộ tứ, ở đây chỉ tứ suyu ("vùng" hoặc "tỉnh") nằm dưới ách cai trị của người Inca. Tứ suyu này bao gồm: Chinchaysuyu (bắc), Antisuyu (đông; mép rừng Amazon), Qullasuyu (nam) và Kuntisuyu (tây). Tiếng Tây Ban Nha phiên âm cái tên này là Tahuatinsuyo hoặc Tahuatinsuyu.
Danh từ Inka có nghĩa là "người cai trị" hoặc "lãnh chúa" trong tiếng Quechua, ý chỉ giai cấp thống trị hoặc gia tộc thống trị. Người Inca chỉ là thành phần sắc tộc rất nhỏ khi so với toàn bộ nhân khẩu của đế chế. Dân số của họ có lẽ chỉ nằm trong khoảng từ 15.000-40.000 người, nhưng họ cai trị một đế chế trên 10 triệu người.

## Lịch sử

### Sử liệu

#### Biên niên sử của người Tây Ban Nha
Hầu hết sử lược về đế quốc Inca được tổng hợp lại từ nhiều biên niên sử do các tác giả Tây Ban Nha khác nhau biên soạn (các nhà biên niên sử bản địa và mestizo sau này cũng có các đóng góp thêm). Các tác giả này đã viết lên "lịch sử Inca" dựa trên những câu chuyện thu thập được sau sự sụp đổ của nhà nước Inca. Các nhà biên niên sử tiên phong vấp phải các khó khăn nhất định khi ghi chép lại lịch sử của đất nước này: rào cản ngôn ngữ và thế giới quan khác biệt hoàn toàn so với người châu Âu. Điều này, kể thêm những năm tháng chiến tranh tranh triền miên trước đó, dẫn đến nhiều điểm mâu thuẫn giữa các ghi chép và một ví dụ tiêu biểu cho nó là niên đại của các Sapa Inca; trong nhiều biên niên sử, các chiến công, sự kiện và sự tích giống nhau lại được quy cho các nhà cai trị khác nhau.
Điều quan trọng cần lưu ý là các tác giả khác nhau có mục địch khác nhau khi họ chép sử. Trong trường hợp của các nhà biên niên sử Tây Ban Nha, mục đích của họ là "hợp pháp hóa cuộc chinh phục dựa trên lịch sử". Vì lẽ này, nhiều cuốn biên niên sử mô tả người Inca là những kẻ chinh phạt khát máu và do vậy, người Inca không có quyền chính đáng gì đối với vùng đất mà họ cướp. Trong một phiên bản khác, các nhà biên niên sử thuộc Giáo hội Công giáo hợp pháp hóa việc truyền giáo bằng cách hạ thấp các tín ngưỡng và tôn giáo của người Inca, coi đó là tà đạo, khẳng định người Inca là con trai của Noah và liên hệ các vị thần Inca với niềm tin Kinh thánh hoặc văn hóa dân gian châu Âu. Tương tự như vậy, có những nhà biên niên sử bản địa và mestizo ca ngợi đế quốc hoặc bất kỳ panaca (gia tộc) nào mà họ có quan hệ, chẳng hạn như trường hợp của tác giả Inca Garcilaso de la Vega. Trong tác phẩm Comentario reales de los incas, ông mô tả một xã hội Inca lý tưởng, nơi nghèo đói không tồn tại, của cải và tài nguyên được khai thác và phân phối hợp lý.

### Khởi nguyên
Đế quốc Inca là chương cuối trong lịch sử ngàn năm của các nền văn minh Andes. Các học giả coi văn minh Andes là một trong năm nền văn minh "thuần túy" của nhân loại, nghĩa là nó độc đáo và bắt nguồn từ chính văn hóa bản địa chứ không bị ảnh hưởng hoặc lấy từ các nền văn minh khác.
Đế quốc Inca là hậu duệ của hai đế quốc lớn tại Andes: nhà nước Tiwanaku (khoảng 300–1100 SCN) quanh Hồ Titicaca và nhà nước Wari hoặc Huari (khoảng 600-1100 SCN) quanh trung tâm thành phố Ayacucho. Wari chiếm cứ Cuzco trong khoảng 400 năm. Do đó, nhiều đặc điểm của Đế quốc Inca bắt nguồn từ các nền văn hóa Andes đa sắc tộc trước đó.
Carl Troll lập luận rằng sự phát triển của nhà nước Inca ở miền trung Andes là do các điều kiện thuận lợi để sản xuất loại thực phẩm thiết yếu chuño. Chuño, có thể được lưu trữ trong thời gian dài, được làm bằng khoai tây sấy khô ở nhiệt độ đóng băng vào ban đêm ở vùng cao nguyên phía nam Peru. Mối liên kết giữa nhà nước Inca và chuño bị nghi ngờ, do rằng khoai tây và các loại cây trồng khác như ngô cũng có thể được sấy khô vào ban ngày.[16] Troll cũng lập luận rằng lạc đà không bướu có thể được tìm thấy với số lượng lớn ở khu vực này. Mối liên hệ giữa sự phân bố của lạc đà Alpaca và lạc đà không bướu với nhà nước Inca là một vấn đề cần được nghiên cứu. Điểm thứ ba, Troll chỉ ra công nghệ tưới tiêu là lợi thế to lớn cho việc xây dựng nhà nước Inca. Tuy Troll đưa ra giả thuyết về ảnh hưởng của môi trường lên Đế quốc Inca, ông lại phản đối chủ nghĩa môi trường quyết định (học thuyết này cho rằng môi trường định hình quỹ đạo mà các nền văn minh phát triển sẽ đi theo), cho rằng văn hóa nằm ở cốt lõi của nền văn minh Inca.

### Tái tổ chức và hình thành
Trong thời gian cai trị từ 1438 đến 1471 Pachacútec mở rộng lãnh thổ Inca tại vùng trung tâm của Andes từ hồ Titicaca đến Huní.Pachacuti tái lập vương quốc Cuzco thành Tahuantinsuyu, bao gồm một chính quyền trung ương với người Inca đứng đầu và bốn chính quyền tỉnh với các nhà lãnh đạo quyết đoán ở bốn phần của đất nước: Chinchasuyu (Tây Bắc), Antisuyu (Đông Bắc), Kuntisuyu (Tây Nam) và Qullasuyu (Đông Nam). Lá cờ của vương quốc là lá cờ cầu vồng và Cuzco đã phát triển thành trung tâm tế lễ, kinh tế và văn hóa. Pachacútec cho lập ruộng bậc thang trong vùng để trồng ngô nhằm bảo đảm cung cấp lương thực cho người dân. Nhiều kênh đào chạy xuyên qua toàn thành phố dẫn đến sông Río Sapphi và Río Tullumayo cung cấp nước sạch cho dân cư và giữ thành phố sạch sẽ. Pachacuti được cho là đã xây dựng Machu Picchu, làm cung điện hoặc nơi nghỉ mát mùa hè, và cũng có thể là một trạm nông nghiệp.
Pachacuti gửi gián điệp sang các vương quốc lân bang, rồi dâng lên vua của họ những món quà xa xỉ và hứa rằng nếu họ chịu trở thành thần dân của đế quốc Inca, họ sẽ trở nên giàu có như vậy.
Hầu hết các vương quốc đều quy phục trong hòa bình. Những vương quốc khước từ thì bị đánh chiếm chinh phạt. Con của những vị vua này được triệu về Cuzco để học chính trị Inca rồi được đưa về nước để trị vì.

### Mở rộng và củng cố

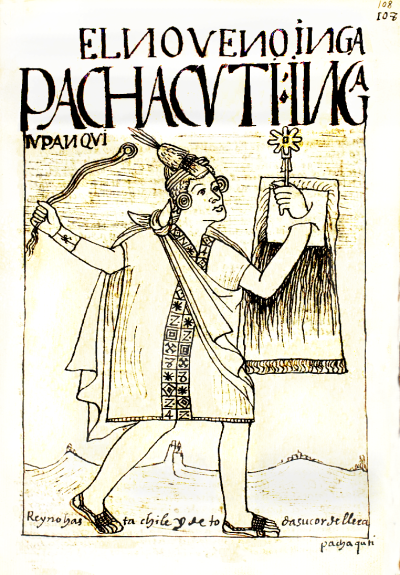
Pachacútec Yupanqui

Theo truyền thống, con trai vua Inca sẽ lãnh đạo quân đội. Con trai của Pachacuti là Túpac Inca Yupanqui bắc phạt vào năm 1463 tới những năm 1471 khi vua cha băng hà. Chiến dịch quan trọng nhất của Túpac Inca là cuộc xâm lược vương quốc Chimor, kình địch duy nhất của người Inca tại bờ biển Peru. Đế chế của Túpac Inca sau đó đánh lên phía bắc vào Ecuador và Colombia ngày nay.
Con trai của Túpac Inca là Huayna Cápac sáp nhập một phần đất nhỏ ở phía bắc Ecuador ngày nay. Ở thời kì đỉnh cao, Đế quốc Inca bao gồm Peru, miền tây và nam miền trung Bolivia, phía tây nam Ecuador và đại bộ phận Chile ngày nay, phía bắc sông Maule. Các sử liệu truyền thống khẳng định cuộc Nam tiến bị hoãn lại sau trận sông Maule nơi họ gặp phải sự kháng cự ngoan cường từ tộc Mapuche. Quan điểm này bị thách thức bởi nhà sử học Osvaldo Silva, người lập luận rằng khuôn khổ chính trị xã hội của người Mapuche mới là lí do gây ra khó khăn trong việc trị vì. Silva đồng ý rằng trận Maule là một bế tắc, nhưng cho rằng người Inca thiếu động lực để chinh phục không như những xã hội phức tạp hơn như vương quốc Chimor chẳng hạn. Silva không đồng tình với thời gian được đưa ra bởi lịch sử truyền thống cho trận chiến: cuối thế kỷ XV dưới triều đại vua Topa Inca Yupanqui (1471–93). Thay vào đó, ông đặt nó vào năm 1532 trong cuộc nội chiến Inca. Tuy nhiên, Silva đồng ý với tuyên bố rằng phần lớn các cuộc chinh phạt của người Inca được thực hiện vào cuối thế kỷ XV. Vào thời Nội chiến Inca, một đội quân Inca, theo Diego de Rosales, đã đàn áp một cuộc nổi dậy của người Diaguita vùng Valles transversales.
Cuộc chinh phạt lưu vực Amazon gần sông Chinchipe đã bị người Shuar chặn lại vào năm 1527. Đế quốc mở rộng vào Argentina và Colombia. Hầu hết phần phía nam của đế quốc Inca, có tên là Qullasuyu, nằm trên Cao nguyên Andes.

### Nội chiến Inca và suy vong

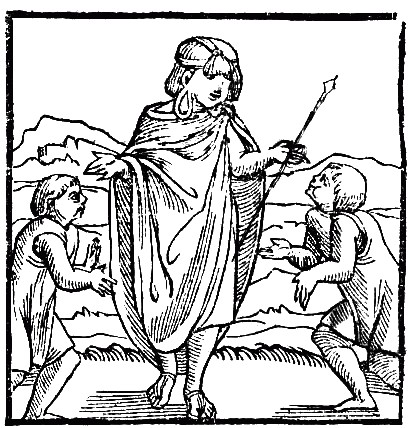
Hình ảnh đầu tiên của người Inca ở châu Âu, Pedro Cieza de León, Crónica del Perú, 1553

Các conquistador do Francisco Pizarro dẫn đầu và các anh em của ông tiến xuống nam Panama và thâm nhập lãnh thổ Inca vào năm 1526. Sau một cuộc thám hiểm khác vào năm 1529, Pizarro về Tây Ban Nha hỏi xin chinh phục vùng đất và được hoàng tộc chấp thuận. Cụ thể là như sau:"Vào tháng 7 năm 1529, Nữ hoàng Tây Ban Nha đã ký sắc chỉ cho phép Pizarro chinh phục nước Inca. Pizarro sẽ trở thành thống đốc và thống soái của các cuộc chinh phạt tại Peru, hoặc cái tên mà người Tây Ban Nha giờ gọi vùng đất này, Tân Castile."
Khi các conquistador quay trở lại vào năm 1532, hai con trai của vị hoàng đế Huayna Capac, là Huáscar và Atahualpa, đang tranh giành ngôi báu gây bất ổn xã tắc và suy yếu đế quốc. Hơn vậy, bệnh đậu mùa, cúm, sốt phát ban và sởi giờ đã lan từ Trung Mỹ tới nơi đây gây ra cái chết cho hàng triệu người dân của đế quốc.
Pizarro chỉ có 168 người, một khẩu súng thần công và 27 con ngựa. Các conquistador mang theo thương, súng hỏa mai, áo giáp thép và trường kiếm. Người Inca sử dụng vũ khí làm từ gỗ, đá, đồng và đồng đỏ, áo giáp của họ thì làm từ sợi Alpaca. Đây đều là những bất lợi lớn về công nghệ - không vũ khí nào của họ có thể xuyên thủng áo giáp thép của Tây Ban Nha. Ngoài ra, do châu Mỹ không có ngựa, người Inca không biết cách đối phó với kỵ binh. Tuy nhiên, người Inca vẫn là những chiến binh giỏi khi đánh bại được cả người Mapuche, tộc người mà trong nhiều năm tới sẽ gây khó dễ cho tham vọng chinh phục của Tây Ban Nha.

Trận chiến đầu tiên giữa người Inca và người Tây Ban Nha xảy ra trên đảo Puná, gần thành phố Guayaquil, Ecuador ngày nay, trên bờ biển Thái Bình Dương; Pizarro sau đó thành lập thành phố Piura vào tháng 7 năm 1532. Hernando de Soto được gửi vào nội địa để trinh thám và trở về với lời mời gặp vị Inca, Atahualpa, người đã chiến thắng em trai mình và đang nghỉ ngơi tại Cajamarca với 80.000 quân đồn trú ở đó, hiện tại chỉ được trang bị các công cụ săn bắn (dao và dây thòng lòng để săn lạc đà không bướu)

Pizarro và một số, đáng chú ý nhất là Vincente de Valverde, đã gặp mặt vị Inca, người chỉ mang theo một đoàn tùy tùng nhỏ. Người Inca mời họ uống chicha trong một chiếc cốc vàng nghi lễ, nhưng người Tây Ban Nha khước từ. Người phiên dịch Tây Ban Nha, Đan sĩ Vincente, đã đọc "Requerimiento" yêu cầu vị Inca và toàn bộ đế quốc chấp nhận sự cai trị của vua Charles I của Tây Ban Nha và cải đạo Cơ đốc. Atahualpa từ chối và yêu cầu họ rời đi. Chớp thời cơ quân Inca bị xao nhãng, người Tây Ban Nha phục kích và bắt vị Inca làm con tin và bắt họ phải hợp tác.

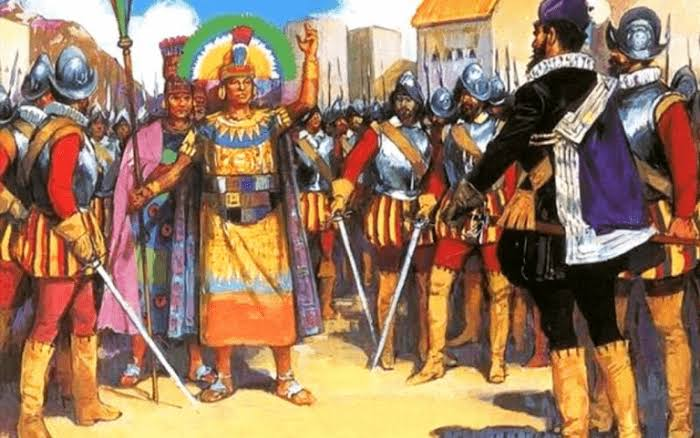

Atahualpa cho người Tây Ban Nha đủ vàng để lấp đầy căn phòng mà ông đang bị cầm tù và số bạc gấp đôi số vàng đó. Người Inca giao nộp khoản tiền chuộc này, nhưng Pizarro đã lừa dối họ, từ chối thả vị Inca ra. Trong thời gian Atahualpa bị giam cầm, Huáscar bị ám sát ở nơi khác. Người Tây Ban Nha cho rằng vụ ám sát này là do Atahualpa; họ đã lấy cớ này để kết án Atahualpa và xử tử ông, vào tháng 8 năm 1533.
Mặc dù "thất bại" thường ám chỉ sự mất mát không mong muốn trong trận chiến, nhưng phần lớn giới tinh hoa Inca "thực sự hoan nghênh quân xâm lược Tây Ban Nha với tư cách là những người giải phóng và sẵn sàng chia sẻ quyền cai trị nông dân và thợ mỏ vùng Andes."

### Những người Inca cuối cùng

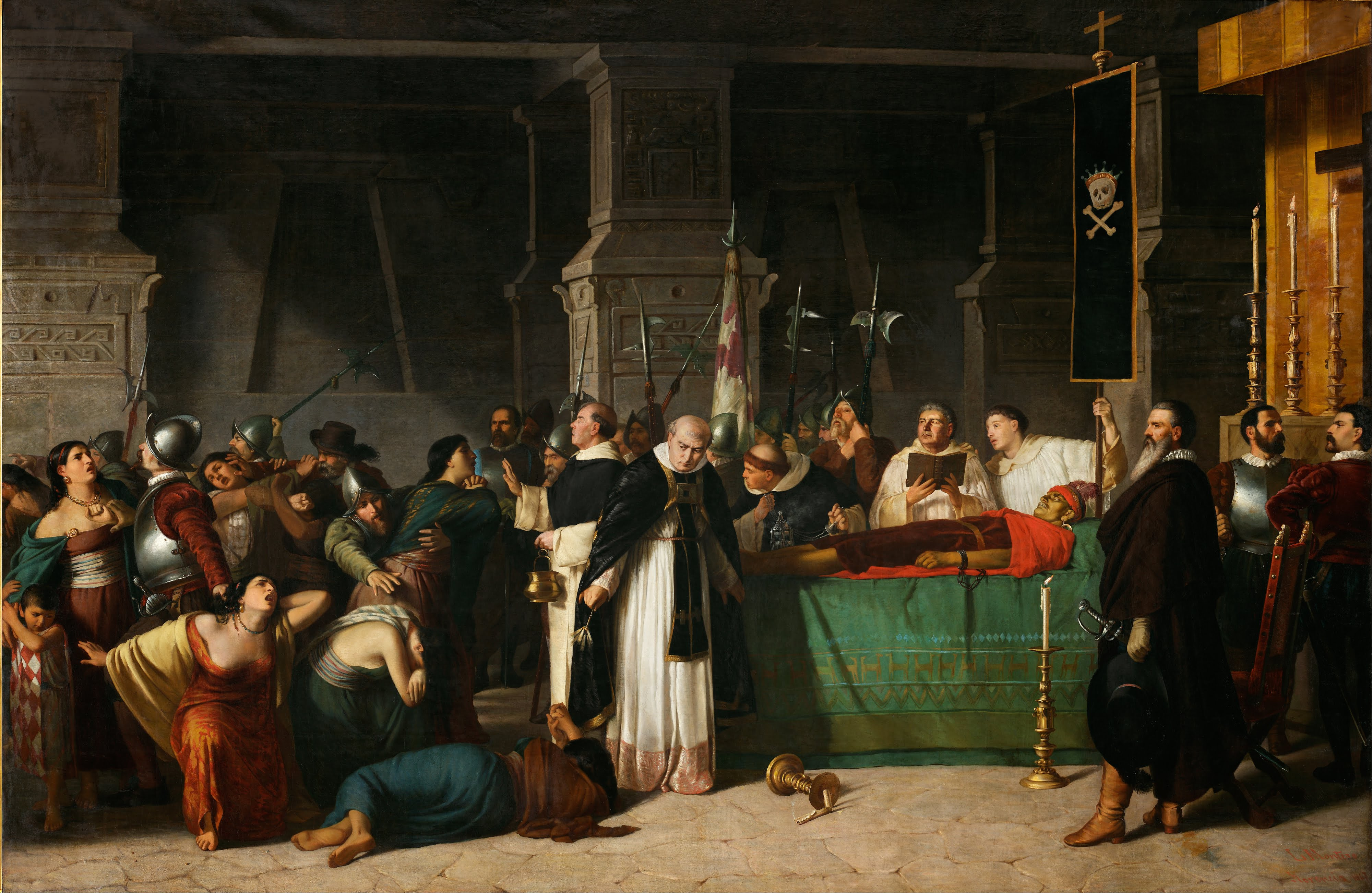
Atahualpa, vị Sapa Inca cuối cùng, bị hành quyết bởi quân đội Tây Ban Nha vào ngày 29 Tháng 8 năm 1533.

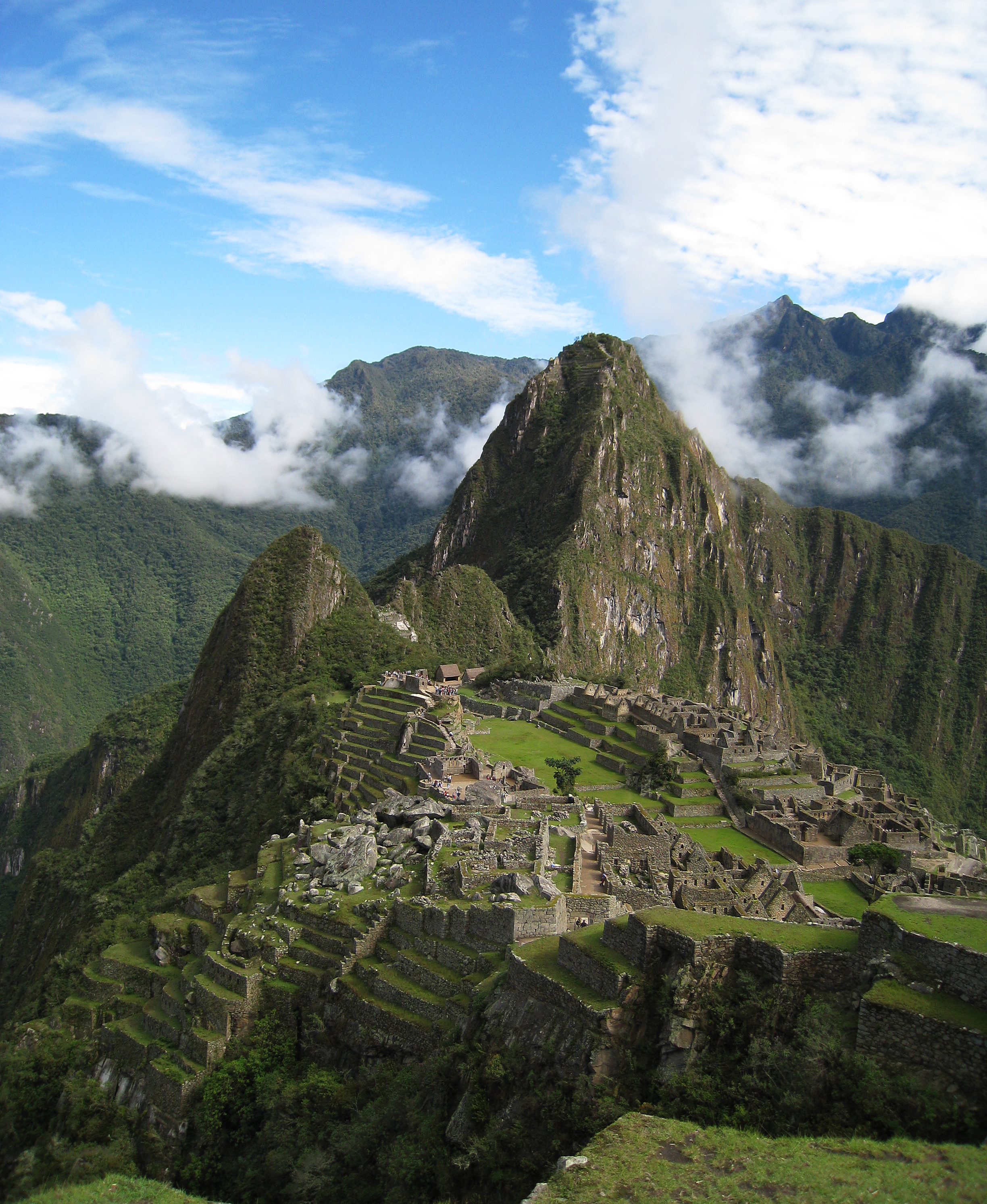
Quang cảnh cổ trấn Machu Picchu

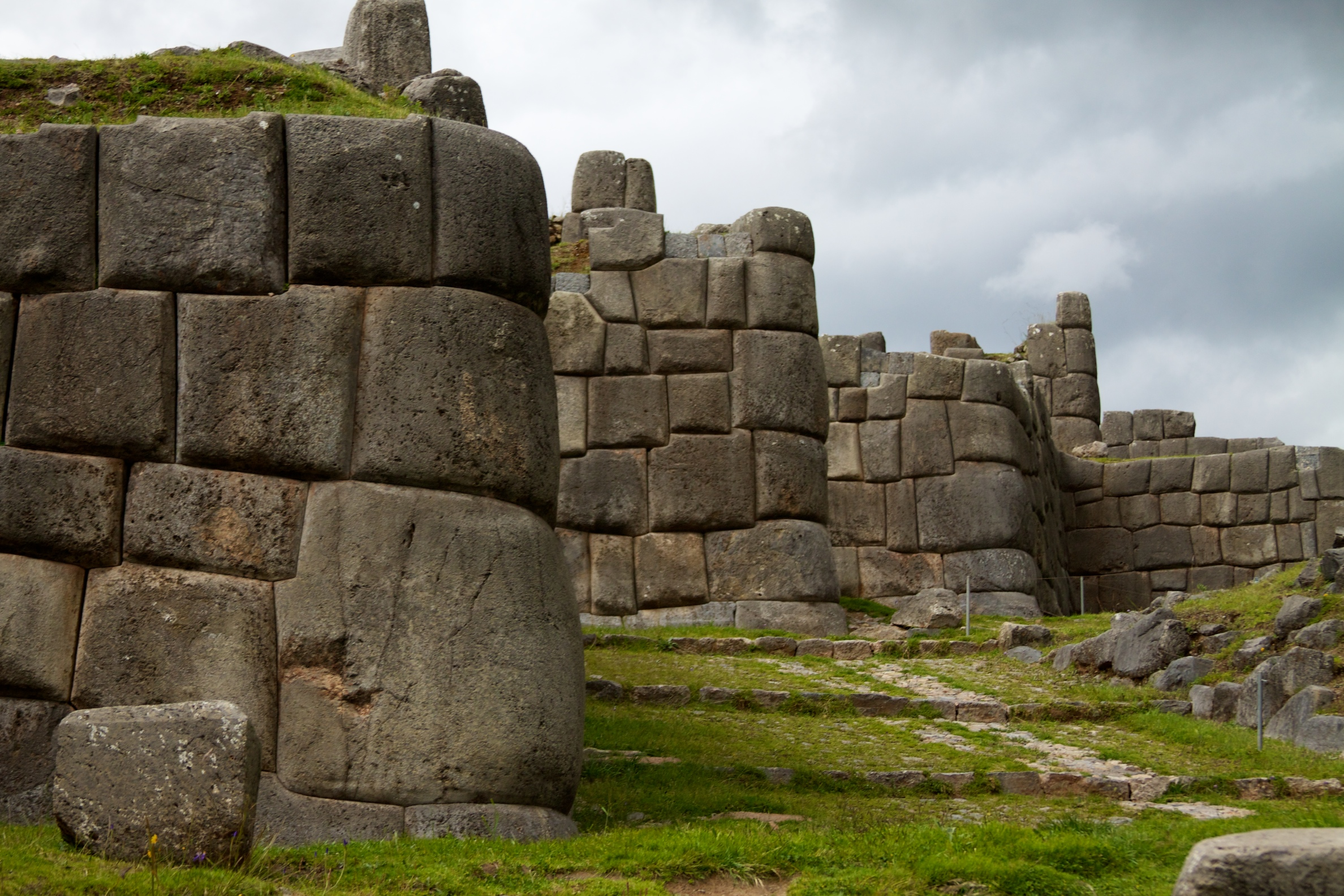
Thành cổ Sacsayhuamán tại Cuzco

Người Tây Ban Nha cho em trai của Atahualpa là Manco Inca Yupanqui lên nắm quyền lực trong lúc họ đi bình định phương Bắc. Được một thời gian, Manco chạy trốn, tổ chức kháng chiến. Manco sử dụng lục đục nội bộ của TBN để tạo lợi thế cho mình, chiếm lại thành Cuzco năm 1536, nhưng bị Tây Ban Nha tái chiếm sau đó. Manco Inca bèn rút lui vào vùng núi Vilcabamba và thành lập Nhà nước Tân Inca, nơi ông và những người kế vị cai trị thêm 36 năm nữa, đôi khi quấy nhiễu hoặc kích động nổi dậy chống Tây Ban Nha. Năm 1572, thành trì cuối cùng của người Inca thất thủ và vị Inca cuối cùng, Túpac Amaru, con trai của Manco, bị bắt và xử tử. Sự kiện này chấm dứt sự kháng cự cuộc chinh phạt của Tây Ban Nha dưới quyền lực chính trị của nhà nước Inca.

## Xã hội

### Dân số
Số lượng người sinh sống tại Tawantinsuyu ở mức cao nhất là không chắc chắn, với ước tính dao động từ 4-37 triệu. Hầu hết các ước tính dân số nằm trong khoảng từ 6 đến 14 triệu. Người Inca có giữ các số liệu nhân khẩu trong những nút thắt quipu, nhưng cách đọc chúng đã bị mai một và thất truyền qua nhiều đời dưới sự cai trị của Tây Ban Nha.

### Tuổi và xác định giới tính
Tỷ lệ tử vong sơ sinh cao trong Đế quốc Inca khiến tất cả trẻ sơ sinh được đặt tên là 'wawa' khi mới chào đời. Hầu hết các gia đình không đầu tư quá nhiều vào con của họ cho đến khi chúng được hai hoặc ba tuổi. Khi đứa trẻ lên ba, buổi lễ "đến tuổi" gọi là rutuchikuy được tổ chức. Đối với người Inca, buổi lễ này chỉ ra rằng đứa trẻ đã bước vào giai đoạn "thiếu hiểu biết". Trong buổi lễ này, gia đình sẽ mời tất cả các người thân đến nhà của họ để ăn và nhảy, và sau đó mỗi thành viên trong gia đình sẽ nhận được một lọn tóc từ đứa trẻ. Sau đó, người cha sẽ cạo trọc đầu đứa trẻ. Giai đoạn này của trẻ con được coi là "thiếu hiểu biết, thiếu kinh nghiệm và thiếu lí sự, thứ mà đứa trẻ sẽ phát triển sau này." Trong xã hội Inca, từ giai đoạn thiếu hiểu biết đến phát triển, trẻ phải học được vai trò của mình dựa trên giới tính của chúng.
Nghi thức quan trọng tiếp theo là kỷ niệm sự trưởng thành của một đứa trẻ. Không giống lễ đến tuổi, lễ trưởng thành đánh dấu sự dậy thì của đứa trẻ. Lễ kỷ niệm dậy thì này được gọi là warachikuy cho bé trai và qikuchikuy cho bé gái. Nghi lễ warachikuy bao gồm khiêu vũ, nhịn ăn, phô trương sức mạnh và các nghi lễ gia đình. Chàng trai cũng sẽ được tặng quần áo mới và dạy cách hành xử như một người đàn ông chưa cưới. Các qikuchikuy đánh dấu sự khởi đầu của kinh nguyệt, cô gái sẽ phải đi vào rừng một mình và chỉ quay trở lại sau khi chảy máu kết thúc. Trong rừng, cô gái sẽ phải nhịn ăn, và một khi trở về, cô gái sẽ được đặt tên mới, quần áo người lớn và lời khuyên. Giai đoạn "dại dột" này của cuộc đời là thời gian những người trẻ tuổi được phép quan hệ tình dục mà không phải làm cha mẹ.
Trong độ tuổi từ 20 đến 30, mọi người được coi là thanh niên, "chín muồi cho suy nghĩ nghiêm túc và lao động."[39] Thanh niên có thể giữ thanh xuân của mình bằng cách sống ở nhà và giúp đỡ trong gia đình của họ. Những người trẻ tuổi chỉ đạt đến sự trưởng thành và độc lập hoàn toàn khi họ kết hôn.
Vào cuối đời, các thuật ngữ dành cho nam và nữ biểu thị sự mất đi sức sống tình dục và tình người. Cụ thể, giai đoạn "suy đồi" biểu thị sự mất mát về tinh thần và suy giảm thể chất.
| Bảng 7.1 từ bài viết của R. Alan Covey |                                      |                       |                        |
| Tuổi                                   | Giai đoạn                            | Thuật ngữ cho nữ giới | Thuật ngữ cho nam giới |
| < 3                                    | Khái niệm                            | Wawa                  | Wawa                   |
| 3–7                                    | Thiếu hiểu biết (chưa biết nói)      | Warma                 | Warma                  |
| 7–14                                   | Phát triển                           | Thaski (hoặc P'asña)  | Maqt'a                 |
| 14–20                                  | Dại dột (động dục)                   | Sipas (chưa cưới)     | Wayna (chưa cưới)      |
| 20+                                    | Trưởng thành (tình thần và thể chất) | Warmi                 | Qhari                  |
| 70                                     | Ốm yếu                               | Paya                  | Machu                  |
| 90                                     | Già yếu                              | Ruku                  | Ruku                   |